# Simaba pohliana
Simaba pohliana är en bittervedsväxtart som beskrevs av Boas. Simaba pohliana ingår i släktet Simaba och familjen bittervedsväxter. Inga underarter finns listade i Catalogue of Life.